# Batalla de St. Fagans
La Batalla de St. Fagans fue una batalla campal en la segunda guerra civil inglesa en 1648. Un destacamento del Nuevo Ejército Modelo derrotó al ejército Parlamentarista  quienes se habían rebelado.

## Contexto
En abril de 1648, tropas Parlamentaristas en Gales, que no habían recibido el pago y temían que fueran disueltas sin recibirlo, protagonizaron una rebelión bajo la orden del Coronel John Poyer, Gobernador de Pembroke Castle. A este se le unieron el Mayor general Rowland Laugharne, su comandante de distrito y el Coronel Rice Powell.